# U-36 (1936)
| U-36 | U-36 | U-36 |
| --- | --- | --- |
| | | |
| | | |
| U-36 в морі в 1936 році: видно номер човна на ходовій рубці та корпусі. Надалі, з наростанням напруги в бойових діях, він був стертий. | | |
| Під прапором | Третій Рейх | Третій Рейх |
| Спуск на воду | 4 листопада 1936 року                                                                                              | 4 листопада 1936 року                                                                                              |
| Виведений зі складу флоту | 4 грудня 1939 року                                                                                                 | 4 грудня 1939 року                                                                                                 |
| Сучасний статус | потоплений | потоплений |
| Проєкт | | |
| Тип ПЧ | середній ДПЧ | середній ДПЧ |
| Вартість | 4 189 000 ℛℳ | 4 189 000 ℛℳ |
| Основні характеристики | | |
| Швидкість (надводна) | 17 вузлів | 17 вузлів |
| Швидкість (підводна) | 8 вузлів | 8 вузлів |
| Робоча глибина занурення | 100 м | 100 м |
| Гранична глибина занурення | 220 м | 220 м |
| Автономність плавання | 135—174 км на швидкості 4 вузли (в підводному положенні) 11 470 км на швидкості 10 вузлів (у надводному положенні) | 135—174 км на швидкості 4 вузли (в підводному положенні) 11 470 км на швидкості 10 вузлів (у надводному положенні) |
| Екіпаж | 44—60 осіб | 44—60 осіб |
| Розміри | | |
| Довжина найбільша (по КВЛ) | 64,51 м | 64,51 м |
| Ширина корпусу найб. | 5,85 м | 5,85 м |
| Висота | 9,5 м | 9,5 м |
| Середня осадка (по КВЛ) | 4,37 м | 4,37 м |
| Водотоннажність надводна | 626 т | 626 т |
| Силова установка | | |
| дизель-електрична; 2 дизельних двигуни MAN M 6 V 40/46, 2 електродвигуни BBC GG UB 720/8                                               | | |
| Гвинти | 2 | 2 |
| Потужність | 2 × 2100—2310 к.с. (дизелі) 2 × 750 к.с. (електродвигуни)                                                          | 2 × 2100—2310 к.с. (дизелі) 2 × 750 к.с. (електродвигуни)                                                          |
| Озброєння | | |
| Артилерія | 1 × 88-мм палубна гармата SK C/35                                                                                  | 1 × 88-мм палубна гармата SK C/35                                                                                  |
| Торпедно- мінне озброєння | 4 носових і один кормовий ТА. 11 торпед або 22 міни TMA                                                            | 4 носових і один кормовий ТА. 11 торпед або 22 міни TMA                                                            |
| ППО | 1 × 20-мм зенітна гармата FlaK 30/38/Flakvierling                                                                  | 1 × 20-мм зенітна гармата FlaK 30/38/Flakvierling                                                                  |

U-36 — середній німецький підводний човен типу VII A, часів Другої світової війни. Замовлення на будівництво було віддано 25 березня 1935 року. Човен був закладений на верфі суднобудівної компанії Germaniawerft у Кілі 2 березня 1935 рік під заводським номером 559. Спущений на воду 4 листопада 1936 року. 16 грудня 1936 року субмарина прийнята на озброєння під командуванням капітан-лейтенанта Клауса Еверта.

## Історія служби

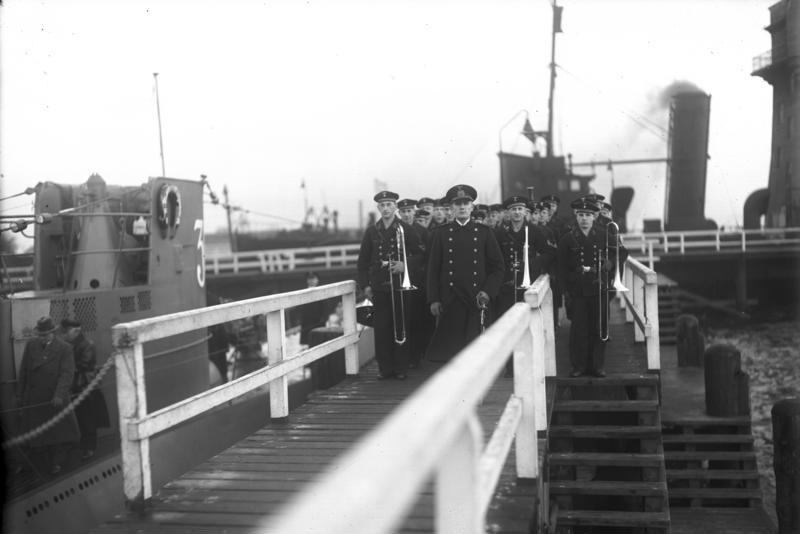
Прийняття в дію U-36, 14 грудня 1936 року

Човен здійснив 2 бойових походи. Потопи 2 судна сумарною водотоннажністю 2813 брт, одне судно водотоннажністю 1617 брт захопив.

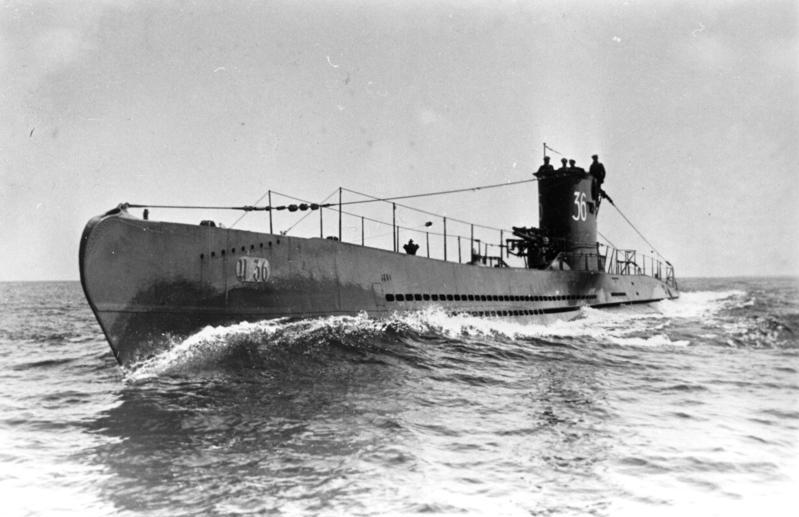
U-36 під час тренувальних вправ у 1936 році

### 1-й похід
31 серпня 1939 року човен вийшов з Вільгельмсгафена і був в морі, коли почалася війна. 6 вересня човен прибув до Кіля і на наступний день вирушив у свій перший бойовий похід. Три тижні субмарина патрулювала Північне море, в надії на зустріч з кораблями, що курсують між Британією і Скандинавією і кораблями, що переправляли військові запаси. Під час цього походу човен потопив два пароплави: британський SS Truro (974 брт) і шведський SS Silesia (1839 брт) — що перевозили британські вантажі.
У цей же час британський підводний човен «Сіхорс» торпедував U-36, заявивши про потоплення, хоча насправді всі торпеди пройшли повз.
27 вересня Фреліх і його команда захопили інше шведське судно — SS Algeria (1617 брт), яке експортували в Німеччину після закінчення походу.
Після цього човен повернувся в Кіль, де й залишався до грудня.
Під час свого першого походу субмарина U-36 так само встановила мінне поле, на якому 29 вересня підірвалося і затонуло норвезьке вантажне судно SS Solaas. За іншими даними, SS Solaas зупинили й оглянули, а після перевірки паперів відпустили. Після цього на судні виявилася пробоїна, як припускав екіпаж, вона з'явилася внаслідок диверсії, що й призвела до затоплення судна 28 вересня.
Так чи інакше, причина пробоїни так і не була встановлена. Ніхто з екіпажу не чув пострілів або вибухів, так само, як і не спостерігав будь-яких ознак торпедного запуску.

### 2-й похід

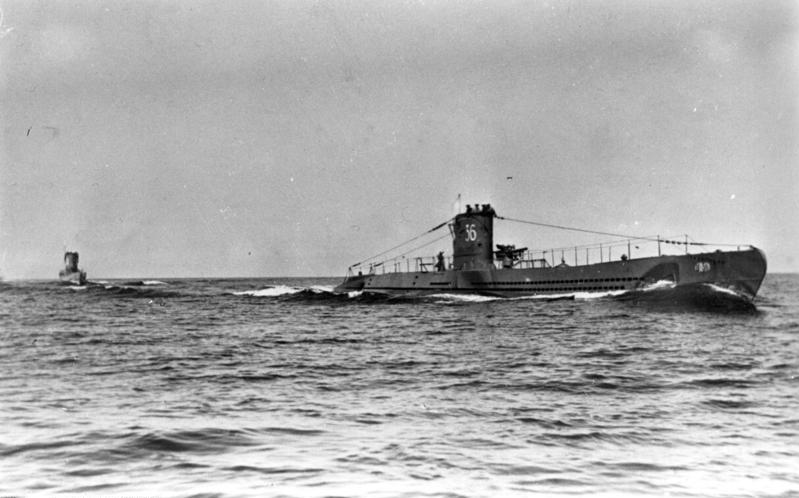
U-36 та інша німецька субмарина на задньому плані в морі в 1936 році

17 листопада 1939 року Штаб керівництва війною на морі (SKL) віддав наказ U-36 і U-38 знайти місце для розміщення Базис Норд — секретної німецької військово-морської бази для рейдів на морські шляхи сполучення союзників у районі Кольського півострова. Ця місія вимагала кодованих повідомлень радянським військово-морським силам, які патрулюють район, з метою запиту ескорту до передбачуваного місця розташування бази.
Однак U-36 так і не покинув Норвезьке море.
4 грудня 1939 року, через два дні після виходу з Вільгельмсгафена, він був виявлений у надводному положенні біля норвезького порту Ставангер британським ПЧ «Салмон», який випустив одну торпеду по виявленому противнику, що призвела до потоплення U-36 разом з усіма 40 членами екіпажу на борту. Під час того походу «Салмон» також торпедував легкі крейсери Лейпциг та Нюрнберг.
Після втрати U-36, U-38 пройшов на Кольський півострів, і, успішно досягнувши місця призначення, завершив місію по розвідці Базис Норд.

## Атаки на човен
17 вересня 1939 року британський підводний човен «Сіхорс» випустив по U-36 триторпедний залп. Німецький човен знаходився у надводному положенні і був нерухомий, оскільки здійснював огляд нейтрального данського пароплава. Одна з британських торпед пройшла безпосередньо під U-36. Ні пошкоджень, ні постраждалих не було.

## Командири
- Капітан-лейтенант Клаус Еверт (16 грудня 1936 — 31 жовтня 1938)
- Корветтен-капітан Вільгельм Фреліх (1 лютого — 4 грудня 1939)

## Флотилії
- Навчальна флотилія (16 грудня 1936 — 1 серпня 1939)
- 2-га флотилія (1 вересня — 4 грудня 1939)

## Потоплені судна
| Дата       | Тип            | Приналежність   | Дата            | Тоннаж (БРТ) | Вантаж                                                               | Доля       | Місце                                                     |
| SS Truro   | вантажне судно | Велика Британія | 15 вересня 1939 | 974          | 500 тонн вугілля і коксу, генеральний вантаж, 150 тонн нікелю і міді | потоплений | 58°20′ пн. ш. 2°00′ сх. д. / 58.333° пн. ш. 2.000° сх. д. |
| SS Silesia | вантажне судно | Швеція          | 25 вересня 1939 | 1 839        | ліс, генеральний вантаж, що складається із сталі і залізних болванок | потоплений | 58°27′ пн. ш. 4°05′ сх. д. / 58.450° пн. ш. 4.083° сх. д. |
| SS Algeria | вантажне судно | Швеція          | 27 вересня 1939 | 1 617        | чавун у чушках та залізні болванки                                   | захоплений | 58°27′ пн. ш. 4°08′ сх. д. / 58.450° пн. ш. 4.133° сх. д. |